# Маркфиппах
Маркфиппах (нем. Markvippach) — община в Германии, в земле Тюрингия. 
Входит в состав района Зёммерда. Подчиняется управлению Ан дер Марке.  Население составляет 540 человек (на 31 декабря 2010 года). Занимает площадь 9,18 км².